# Cécile DeWitt-Morette
Cécile Andrée Paule DeWitt-Morette (Parijs, 21 december 1922 - 8 mei 2017) was een Frans wis- en natuurkundige en oprichtster van de École de Physique des Houches.

## Biografie
Cécile Morette werd geboren in Parijs als dochter van André Pierre Ernest Morette (1879-1931) en Marie-Louise Claire Ravaudet (1888-1944). Ze groeide op in Normandië waar ze in 1943 haar licentiaat behaalde aan de universiteit van Caen. Hoewel ze aanvankelijk van plan was om chirurg te worden voltooide ze haar graad in de wis-, natuur- en scheikunde vanwege de beperkte mogelijkheden om tijdens de Tweede Wereldoorlog een medische opleiding te volgen. Na het behalen van haar bachelorgraad trad ze toe tot de Universiteit van Parijs.
Tijdens haar verblijf in Parijs werden haar moeder, zus en grootmoeder tragisch gedood door een geallieerd bombardement van Caen ter ondersteuning van de D-day landingen. In 1944, terwijl ze naar haar promotie werkte, nam ze een baan aan bij het Centre National de la Recherche Scientifique (CNRS), dat destijds onder leiding stond van Frédéric Joliot-Curie. Ze promoveerde in 1947.
In 1948 werd Morette door Robert Oppenheimer uitgenodigd om naar het Institute for Advanced Study in Princeton te komen. Daar ontmoette ze haar toekomstige echtgenoot en wetenschappelijk partner, de Amerikaanse fysicus Bryce DeWitt. Het stel trad in 1951 in het huwelijk; samen kregen ze vier dochters.
Om de achterstand die Frankrijk op het gebied van de wetenschap na de oorlog had opgelopen in te halen richtte ze in 1951 een zomeruniversiteit op in Les Houches in de Franse alpen. Voor de daaropvolgende tweeëntwintig jaar zou ze leiding geven aan deze school. Een winnaar van de Fieldsmedaille en drie Nobelprijslaureaten, Pierre-Gilles de Gennes, Georges Charpak en Claude Cohen-Tannoudji hebben aangegeven dat haar zomerschool belangrijk waren voor hun wetenschappelijk succes.
In 1972 traden Morette en haar man toe tot de faculteit van de Universiteit van Texas in Austin. In 1973 leidde ze samen met haar man een expeditie naar Mauritanië om tijdens de zonne-eclips aldaar te bewijzen dat licht wordt afgebogen overeenkomstig Albert Einsteins algemene relativiteitstheorie. Door foto's te vergelijken met die van zes maanden eerder bevestigde, in lijn met de Einsteins theorie, dat licht inderdaad wordt afgebogen door massieve objecten. 
In 1981 werd ze benoemd tot Ridder in Franse Nationale Orde van Verdienste en in 1991 werd ze onderscheiden met de Orde van de Academische Palmen. Op 17 november 1999 werd ze benoemd tot Ridder in de Legioen van Eer; op 14 juli 2011 gepromoveerd tot Officier.